# Wilbur Lamoreaux
Wilbur Leonard Lamoreaux (ur. 26 lutego 1907 w Roseville, zm. 11 maja 1963) – amerykański żużlowiec.

## Życiorys
Trzykrotnie wystąpił w turnieju finałowym indywidualnych mistrzostw świata, w latach 1937 (2. miejsce – srebrny medal), 1938 (3. miejsce – brązowy medal) oraz 1949 (5. miejsce).
W 1946 roku zdobył swój pierwszy i jedyny tytuł indywidualnego mistrza Stanów Zjednoczonych na żużlu.